# Rachida Dati
Rachida Dati (Saint-Rémy,  27 de noviembre de 1965) es una política francesa. Fue ministra de Justicia tras la victoria de Nicolás Sarkozy en las elecciones presidenciales de Francia de 2007, hasta el 23 de junio de 2009. Desde el 29 de marzo de 2008 es alcaldesa del VII Distrito de París. El 11 de enero de 2024, fue nombrada Ministra de Cultura de Francia.

## Biografía

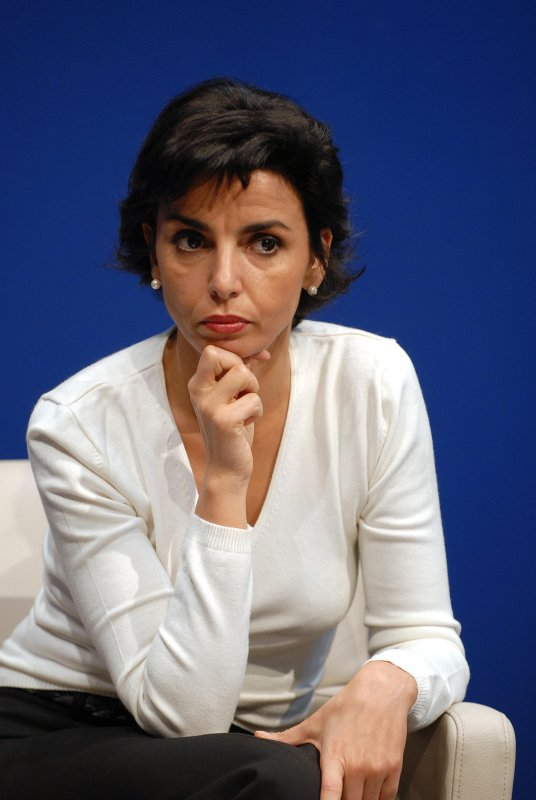
Rachida Dati.

Hija de padre marroquí y de madre argelina, es la segunda de una familia de doce hijos, ocho hermanas y cuatro hermanos. Posee triple nacionalidad: francesa, marroquí y argelina, pero declara que es "francesa de origen francés".
Creció y estudió en un barrio muy humilde llamado Saint-Jean, cerca de Chalon-sur-Saône. Rachida empezó a trabajar a los catorce años de edad repartiendo publicidad y luego como vendedora en un supermercado. Desde los dieciséis hasta los dieciocho años trabajó cuidando ancianos.
En 1987 volvió a los estudios, graduándose en administración de empresas, entonces empezó a trabajar en varias empresas, llegando a trabajar un año en Londres.
Después de haber trabajado algunos años en el sector de la gestión de empresas, decide estudiar Derecho en el Colegio Nacional de Derecho Francés donde también se graduó con el título de magistrada.
Logra trabajar primero como fiscal en un tribunal en la ciudad de Bobigny una localidad cercana a París y luego en otro tribunal en la ciudad de Évry.
En 2002 conoció a Nicolas Sarkozy y trabajó con él en el proyecto de la prevención de la delincuencia cuando este era todavía ministro de Interior; en diciembre de 2006, se unió al partido Union pour un mouvement populaire (Unión por un Movimiento Popular, UMP), el partido de Sarkozy. A pesar de no tener mucha experiencia en la política, Rachida fue elegida la portavoz oficial en la campaña de Sarkozy en las últimas elecciones generales en Francia.
Poco después de la victoria de Sarkozy en las elecciones, éste la nombró ministra de Justicia, convirtiéndola en la primera persona de origen magrebí que ha dirigido un ministerio del gobierno francés.

## Participación en el Asunto Ben Barka
Dentro de las investigaciones alrededor del Asunto Ben Barka, líder socialista marroquí raptado en París en 1965 y posteriormente asesinado, el juez instructor francés Patrick Ramaël firmó órdenes de detención contra Milud Tunsi, contra el jefe de la Gendarmería marroquí, el general Hosni Bensliman, contra el antiguo jefe del servicio secreto Abdelhak Kadiri y contra su agente Abdelhak Achaachi, que perteneció a una unidad de élite de los servicios secretos. La razón esgrimida fue la falta de cooperación de la justicia marroquí para interrogar a estas personas en Marruecos. Pero Bensliman es el militar de más alta graduación del reino y una persona muy cercana al rey, por lo que la orden de detención suscitó inquietudes a nivel diplomático. El Ministerio de Justicia francés, que ya dirigía Rachida Dati, se negó durante dos años a cursarla a la Interpol. Finalmente la Interpol la dictó el 1 de octubre de 2009, pero fue retirada 24 horas más tarde aduciendo defectos de forma.